# Кессемкуетскйоки
Кессемкуетскйоки (устар. Кессемкуетск-йоки) — река в России, протекает по Мурманской области. Устье реки находится в 48 км от устья реки Явр по левому берегу. Длина реки составляет 18 км, площадь водосборного бассейна — 152 км².

## Данные водного реестра
По данным государственного водного реестра России относится к Баренцево-Беломорскому бассейновому округу, водохозяйственный участок реки — Тулома от истока до Верхнетуломского гидроузла, включая Нот-озеро. Речной бассейн реки — бассейны рек Кольского полуострова, впадает в Баренцево море.
Код объекта в государственном водном реестре — 02010000312101000001653.